# Diego Bartolotta
Diego Bartolotta Camarillo (sinh ngày 8 tháng 8 năm 1996 ở Thành phố México, México) là một cầu thủ bóng đá người México hiện tại thi đấu cho Veracruz.